# Alibi (film din 1929)
Alibi este un film polițist american din 1929 regizat de Roland West. Scenariul a fost scris de West și C. Gardner Sullivan, care a adaptat piesa de teatru de pe Broadway din 1927, Nightstick, scrisă de Elaine Sterne Carrington, J.C. Nugent, Elliott Nugent și John Wray. Titluri alternative includ The Perfect Alibi și Nightstick.
Filmul este o melodramă polițistă cu Chester Morris, Harry Stubbs, Mae Busch și Eleanore Griffith în rolurile principale. Regizorul West a experimentat foarte mult sunetul, muzica și unghiul camerei.

## Prezentare
Joan Manning, fiica unui sergent de poliție, se căsătorește în secret cu Chick Williams, șeful unei bande care o convinge că duce o viață cinstită. Chick merge la teatru împreună cu Joan și, la pauză, se sustrage, realizând un jaf în timpul căruia un polițist este ucis. Chick este suspectat de crimă, dar poate să o folosească pe Joan pentru a-și asigura alibiul. Poliția îl introduce pe Danny McGann, un agent sub acoperire, în banda lui Chick; dar el este descoperit și Chick îl ucide. Chick este mai târziu înconjurat de poliție în propria casă. Înainte de a îl putea aresta, el răsucește comutatorul de lumină, aruncând camera în întuneric. În mijlocul haosului, Chick scapă pe acoperiș. El încearcă să sară pe o clădire din apropiere, dar se împiedică la aterizare, cauzându-și astfel moartea.

## Distribuția
- Chester Morris în rolul Chick Williams
- Harry Stubbs în rolul Buck Bachman
- Mae Busch în rolul Daisy Thomas
- Eleanor Griffith în rolul Joan Manning Williams
- Regis Toomey în rolul Danny McGann
- Purnell Pratt în rolul sergentului de poliție Pete Manning
- Irma Harrison în rolul Toots
- Elmer Ballard în rolul Soft Malone - șofer de taxi
- Diana Beaumont într-un rol nedeterminat
- James Bradbury Jr. în rolul Blake - un escroc
- Ed Brady în rolul George Stanislaus David
- Edgar Caldwell într-un rol nedeterminat
- Kernan Cripps în rolul Trask
- Virginia Flohri în rolul cântăreței de la teatru
- Al Hill în rolul Brown - un escroc
- Edward Jardon în rolul cântărețului de la teatru
- DeWitt Jennings în rolul ofițerului O'Brien
- Pat O'Malley în rolul detectivului Tommy Glennon

## Primire
Filmul a fost nominalizat la trei premii Oscar, printre care cel mai bun actor în rol principal (Chester Morris), cele mai bune decoruri (William Cameron Menzies) și cel mai bun film (Roland West).